# Engriflet hvidtjørn
Engriflet hvidtjørn (Crataegus monogyna) er den største af vore tre arter af Hvidtjørn. De to andre er alm. hvidtjørn (Crataegus laevigata) og koralhvidtjørn (Crataegus curvisepala). Det er en stor, op til 10 meter høj, løvfældende busk (eller et lille, løvfældende træ) med en meget tætgrenet vækstform. Blomsternes duft tiltrækker fluer!

## Beskrivelse
Barken er først mørkt rød (på lyssiden) eller grågrøn (i skygge eller på skyggesiden). Senere bliver den gråbrun, og til sidst er den grå med smalle furer og skællede kamme. Skuddene bærer som regel kraftige grentorne. Knopperne er spredte, udspærrede, ret små og rødlige.
Bladene er ægformede og fem- til syvlappede med hel rand og nogle få, grove tænder ved spidsen af hver lap. Indskæringerne når mere end halvvejs ind til midterribben. Oversiden er blank og mørkegrøn, mens undersiden er mat lysegrøn. Blomstringen finder sted i maj-juni, og rent hvide blomster sidder i halvskærme. Frugterne er røde, ægformede bæræbler med én kerne. Frøene spirer villigt i Danmark.
Engriflet hvidtjørn er middel skyggetålende og tåler megen vind. Den kan gro på næsten alle jordtyper, og den rige frugtsætning gør den eftertragtet af fuglene. Frugterne har kun én sten. Rodnettet er hjerteformet med kraftige hovedrødder og højtliggende, ret grove siderødder. Éngriflet Hvidtjørn fremkalder jordtræthed.
Højde x bredde og årlig tilvækst: 4 x 3 m [buskformen] eller 12 x 5 m [træformen] (25 x 20 cm/år).

## Voksested
Éngriflet Hvidtjørn gror som skovbryn og underskov i blandede løvskove på næringsrig bund i Centraleuropa. Her findes den også som overdrevsplante og i hegn. Planten er forvildet og efterhånden hjemmehørende i Danmark.
Det meget varierede og righoldige område omkring Valbjerg i Vester Thorup Plantage rummer overdrev på kalkskrænt, kalkskrænt overføget af flyvesand, kær med fremsivende kalkrigt grundvand (rigkær) og mod kysten grønklit, tør klithede, hvid klit og bred forstrand. Her vokser arten sammen med bl.a. ene, engelskgræs, alm. engelsød, fjerbregne, alm. gyldenris, havtorn, hjertegræs, alm. kællingetand, alm. mangeløv, alm. torskemund, blodrød storkenæb, blåklokke, dunet vejbred, gul snerre, hulkravet kodriver, katteskæg, klitrose, korbær, lancetvejbred, spydpil, stor knopurt, strandfladbælg og vellugtende gulaks

## Anvendelse
Engriflet tåler hård beskæring og klipning. Kviste og skud ædes af hjortevildt og harer. Den er særligt velegnet til skovbryn og læplantninger, men anvendes også i den indre del af vildtplantninger. I byerne er den en velkendt plante i klippede hække.

## Naturlige fjender
Den angribes – dødeligt – af Ildsot. Desuden ses ofte forveddede svulster af Tjørnerust og tætte spind med Spindemøllarver ("Snareorme").

## Billedgalleri
- Tjørnebær
- Høstfarve
- Vækstform
- 2 træer på engene mellem Stensbæk Plantage og Gels Å sidst i maj
- De samme 2 træer set fra modsatte side i september

| Portal | Portal:Botanik |

## Note
1. ↑  Skov- og Naturstyrelsen: Vester Thorup Plantage